# Jåulåtjärnen
Jåulåtjärnen är en sjö i Jokkmokks kommun i Lappland och ingår i Luleälvens huvudavrinningsområde. Sjön har en area på 0,054 kvadratkilometer och ligger 438,3 meter över havet.

## Delavrinningsområde
Jåulåtjärnen ingår i det delavrinningsområde (736388-168168) som SMHI kallar för Utloppet av Stenträsket. Medelhöjden är 438 meter över havet och ytan är 39,44 kvadratkilometer. Det finns inga avrinningsområden uppströms utan avrinningsområdet är högsta punkten. Kvarnbäcken som avvattnar avrinningsområdet har biflödesordning 4, vilket innebär att vattnet flödar genom totalt 4 vattendrag innan det når havet efter 255 kilometer. Avrinningsområdet består mestadels av skog (62 procent) och sankmarker (26 procent). Avrinningsområdet har 4,36 kvadratkilometer vattenytor vilket ger det en sjöprocent på 11,1 procent.